# Varga Lajos Márton
Varga Lajos Márton (Debrecen, 1942. szeptember 25. – 2017. július 24.) József Attila-díjas (1989) magyar kritikus, irodalomtörténész.

## Életpályája
1960–1962 között a Debreceni Mezőgépgyár lakatosa illetve gépésztechnikusa volt. 1962–1967 között az ELTE BTK magyar-könyvtár szakos hallgatója volt. 1967–1972 között az Élelmiszeripari Dolgozók Szakszervezetének (ÉDOSZ) közművelődési munkatársa volt. 1972–1975 között a Magyar Tudományos Akadémia Irodalomtudományi Intézetének aspiránsa volt. 1972–1977 között a Népszava irodalomkritikai rovatvezetője volt. 1975–1983 között a Szakszervezetek Országos Tanácsának (SZOT) Központi Iskola filozófiai tanszékének tanára volt. 1983–1994 között a Rádió irodalmi osztályának szerkesztője, 1991–1993 között főszerkesztője volt. 1986-tól a Kortárs kritikai rovatát vezette. 1988-tól az Írószövetség kritikai szakosztályának titkára. 1994-től a Népszabadság kulturális rovatvezető-helyettese, majd nyugdíjba vonulásáig rovatvezetője volt.

## Művei
- Szívzuhogás. Magyar költők szerelmes versei; vál., szerk. Rozslay Zsuzsanna és Varga Lajos Márton; Móra, Bp., 1986
- Szívzuhogás. Magyar költők szerelmes versei; vál., szerk. Rozslay Zsuzsanna és Varga Lajos Márton; 2. bőv. kiad.; Móra, Bp., 1988
- Kritika két hangra; Pesti Szalon, Bp., 1994
- Írók Budapestje; városképek Fejér Gábor; Kijárat, Bp., 1996
- Erők és terek. A válság napról napra, óráról órára; szerk. Varga Lajos Márton; Népszabadság, Bp., 2006
- Expander; Dragomán György et al., szerk. Varga Lajos Márton, ill. Tettamanti Béla; Alexandra–Népszabadság, Pécs–Bp., 2010

## Díjai, kitüntetései
- A Szocialista Kultúráért (1977, 1985)
- A Kulturális Miniszter Nívódíja (1980)
- Alföld-díj (1981)
- Kiváló Munkáért díj (1982)
- A Magyar Rádió Nívódíja (1985)
- A Művészeti Alap Díja (1986)
- József Attila-díj (1989)
- MSZOSZ-díj (1991)